# (4832) Palinuro
(4832) Palinuro es un asteroide que forma parte de los asteroides troyanos de Júpiter y fue descubierto por Carolyn Jean S. Shoemaker desde el observatorio del Monte Palomar, Estados Unidos, el 12 de octubre de 1988.

## Designación y nombre
Palinuro fue designado inicialmente como 1988 TU1.
Posteriormente, en 1991, se nombró por Palinuro, un personaje de la mitología grecolatina.

## Características orbitales
Palinuro está situado a una distancia media de 5,263 ua del Sol, pudiendo acercarse hasta 4,518 ua y alejarse hasta 6,008 ua. Tiene una excentricidad de 0,1415 y una inclinación orbital de 19,07 grados. Emplea 4410 días en completar una órbita alrededor del Sol.

## Características físicas
La magnitud absoluta de Palinuro es 9,9 y el periodo de rotación de 5,319 horas.